# Sân bay quốc tế Hosea Kutako
Sân bay quốc tế Windhoek Hosea Kutako (IATA: WDH, ICAO: FYWH) là sân bay quốc tế chính phục vụ thủ đô Namibia Windhoek. Nằm cách thành phố 45 km, đây là sân bay hàng đầu Namibia và đã phục vụ 514.000 lượt khách năm 2004. Sân bay này được đặt tên theo lãnh đạo Herero Hosea Kutako.
Có ít chuyến bay nội địa ở đây do sân bay nhỏ hơn, Sân bay Windhoek Eros đảm trách đối tượng khách này. Có xe buýt nối cả hai sân bay này với nhau và với thành phố Windhoek.

## Các hãng hàng không và các tuyến điểm
- Air Namibia (Cape Town, Frankfurt, Johannesburg, London-Gatwick, Luanda, Maun, Victoria Falls)
- Air Botswana (Gaborone)
- British Airways
  - British Airways của hãng Comair (Johannesburg)
- Kulula.com (Johannesburg)
- LTU International (Düsseldorf, Munich)
- South African Airways (Johannesburg)
  - South African Airways của hãng South African Express (Cape Town)
- TAAG Angola Airlines (Luanda, Lubango)